# Mariene ecoregio Revillagigedos
De Mariene ecoregio Revillagigedos (164) (Engels: Revillagigedos marine ecoregion) is een biogeografische regio en ligt in het oosten van de Grote Oceaan in de Mariene provincie Tropische Oostelijke Stille Oceaan (43) in het Marien rijk Tropische Oostelijke Stille Oceaan. De mariene ecoregio is vastgesteld door het World Wide Fund for Nature en The Nature Conservancy en is vernoemd naar de Revillagigedo-eilanden.
In het noorden grenst het gebied aan de mariene ecoregio Magdalena Transitie (61) en in het noordoosten en oosten aan de mariene ecoregio Mexicaanse Tropische Stille Oceaan (166).

## Geografie
De mariene ecoregio ligt in het oosten van de Grote Oceaan rond de Mexicaanse Revillagigedo-eilanden ten zuiden van schiereiland Neder-Californië . Het gebied omvat de wateren rondom de eilanden Isla Socorro, Clarión, San Benedicto en Roca Partida.
Door het gebied stroomt de Californische stroom.

## Biogeografie
Het gebied kent zeeleven dat houdt van tropische temperaturen.